# Hans Bungert
Hans Bungert (* 8. März 1930 in Mülheim an der Ruhr; † 3. April 2000) war ein deutscher Amerikanist und der sechste Präsident der Universität Regensburg.

## Leben
Hans Bungert studierte Anglistik, Germanistik und Kunstgeschichte an den Universitäten Bonn und Freiburg, und als Fulbright-Stipendiat an der Yale University in New Haven, Connecticut. Mit einer Arbeit über die amerikanische Außenwirtschaft absolvierte er ein Zweitstudium in Volkswirtschaftslehre. Bungert war als wissenschaftlicher Assistent an der Universität Freiburg, wo er früher mit einer Arbeit über den englischen Satiriker Andrew Marvell promovierte, tätig.
Seine Habilitation über William Faulkner bereitete Bungert in den USA vor. Er war einer der ersten American Studies Fellows des American Council of Learned Societies (ACLS) an der Harvard University und an der University of Virginia. Bungert verbrachte ein weiteres Jahr als lecturer an der University of Pennsylvania, bevor er 1971 dem Ruf auf den Lehrstuhl für Amerikanistik an der Universität Mannheim folgte. Einen Ruf an die Universität Mainz lehnte er 1977 ab.
Ab 1974 baute er das Fach Amerikanistik an der Universität Regensburg auf. Er war 1976–1978 Senator, 1977–1979 Dekan, 1980–1981 Vizepräsident, und für zwei Amtsperioden von 1. Oktober 1981 bis 30. September 1989 Präsident der Universität Regensburg.

## Wirken
Mit seiner Habilitation im Jahr 1969 brachte Hans Bungert die literarischen Traditionen der Südstaaten und Faulkner in dem sich formierenden Fach der deutschen Amerikanistik ein. Als Professor an der Universität Regensburg erweiterte er die Austauschprogramme mit amerikanischen Institutionen und Partneruniversitäten, wie der American University in Washington, D.C., und dem Williams College in Williamstown, MA.
Bungert engagierte sich einerseits in der Stärkung der Beziehungen zwischen der Universität und ihrer Region. Auch intensivierte er den Austausch mit Partneruniversitäten in den USA, wo die Universität Regensburg mit der University of Colorado in Boulder bereits seit 1972 ein erstes Partnerschaftsabkommen aufgebaut hatte. Zum anderen baute er Partnerschaften mit wissenschaftlichen Institutionen aus Osteuropa und Ostasien aus, beispielsweise mit der Dongguk Universität in Seoul. Hierzu organisierte er die 35. Jahrestagung der Deutschen Gesellschaft für Amerikastudien (DGfA) im Mai 1988 zum Thema „Protest und Protestverhalten“ und der zwanzigste Kongress der Fédération Internationale des Langues et Littératures Modernes (FILLM) 1996 zum Thema „Jugendliteratur“.
Zu seinen Forschungsschwerpunkten gehörten die literarischen Traditionen der Südstaaten der USA, amerikanische Kurzgeschichte und ihre Theorie, ethnic literature der Minoritäten und Tall tales der mündlichen Überlieferung.
Sein wissenschaftlicher und dienstlicher Nachlass befindet sich im Universitätsarchiv Regensburg.

## Positionen und Mitgliedschaften
- Schatzmeister der Deutschen Gesellschaft für Amerikastudien (DGfA) (1969–1972)
- Erster Vorsitzender der DGfA (1972–1975)
- Zweiter Vorsitzender der DGfA (1975–1981)
- Präsident der European Association for American Studies (EAAS) (1988–1992)
- deutscher Vertreter im Beirat der Fédération Internationale des Langues et Littératures Modernes (FILLM)

## Auszeichnungen und Ehrungen
- Fulbright-Stipendiat an der Yale University in New Haven, Connecticut
- Bayerischer Verdienstorden (1990)
- Deutscher Bundesverdienstorden am Bande (1997)

## Publikationen (Auswahl)
- Mit Christa Jansohn und Dieter Mehl (Mitwirk.): Was sollen Anglisten und Amerikanisten lesen? Berlin: Erich Schmidt, 1995.
- Hans Bungert (Hrsg.): Die amerikanische Literatur der Gegenwart: Aspekte u. Tendenzen. Stuttgart: Reclam, 1977.
- Hans Bungert (Hrsg.): Die amerikanische Short Story: Theorie u. Entwicklung. Darmstadt: Wissenschaftliche Buchgesellschaft, 1972.
- William Faulkner und die humoristische Tradition des amerikanischen Südens. Heidelberg: Winter, 1971.
- Andrew Marvells politische Verssatiren und ecclesiastico-politische Pamphlete: Studien zur engl. Vers- u. Prosasatire. Freiburg i. Br., 1956.